# 伽倻站 (韩国铁道公社)
伽倻站（：／ Gaya yeok */?）是位于韩国釜山釜山镇区堂甘洞的一个铁路车站，属于伽倻线和釜田线。

## 历史
- 1944年6月10日，落成使用。
- 1945年8月15日，车站停用。
- 1947年12月1日，重新使用。

## 车站周边
- 東義大學
- 釜山都市铁道2号线伽倻站

## 相鄰車站
韓國鐵道公社
伽倻線
周禮－伽倻－凡一
釜田線
伽倻－釜田